# Vessigebro landskommune
Vessigebro landskommune var en tidligere landskommune i Hallands län.

## Administrativ historie
Landskommunen blev dannet under kommunalreformen i 1952 ved sammenlægning af de tidligere kommuner Alfshøg sognekommune, Askome sognekommune, Køinge sognekommune, Okome sognekommune, Svartrå sognekommune og Vessige sognekommune. Det blev opkaldt efter landsbyen Vessigebro. Kommunen fusionerede til Falkenberg kommune i 1971. Kommunekoden var 1319.

## Geografi
Den 1. januar 1952 dækkede Vessigebro landskommune et areal på 230,36 km², heraf 220,75 km² jord. I Vessigebro landskommune lå landsbyen Vessigebro, der havde 608 indbyggere (1. november 1960). Bytætheden i kommunen var dengang 17,7%.

## Politik

### Fordeling af mandater ved valgene 1950-1966
| År | S | C  | Fp | M | Andre |
| --- | - | -- | -- | - | ----- |
| 1950 | 8 | 19 | 2  | 0 | 6     |
| 1954 | 8 | 19 | 2  | 6 | 0     |
| 1958 | 6 | 19 | 2  | 4 | 3     |
| 1962 | 6 | 20 | 2  | 4 | 3     |
| 1966 | 6 | 20 | 2  | 5 | 2     |
| Andre var: - I 1950 Samlingslistan (m+c+fp) - I 1958 Kommunens Væl - Høgern 2 og Lantbrukarelistan - Høgern 1 - I 1962 Idrott och gymnastik - ungdomslista 2 og Kommunens Væl 1 - I 1966 Kommunens Væl |   |    |    |   |       |